# Betriebsmittel (Informatik)
Betriebsmittel oder Systemressourcen (oder einfach Ressourcen) sind Systemelemente eines Computers, die von Prozessen zur korrekten Ausführung benötigt werden, wie z. B. Festplatte, Arbeitsspeicher oder Drucker. Der Zugriff auf die Ressourcen wird durch das Betriebssystem geregelt. Hierbei werden zur Vermeidung von Konflikten in der Regel Semaphoren eingesetzt, die den Zugriff auf die ihnen zugewiesene Ressource einschränken. Bei wechselseitiger Abhängigkeit von Ressourcen führt ein Versagen der Zugriffsregelung zu einer sogenannten Verklemmung (deadlock).
Manche Ressourcen wie z. B. Drucker können nur eine Aufgabe zur selben Zeit erledigen, was den Einsatz von sogenannten Druckerwarteschlangen (Spooling) erfordert. Bei der Ressource CPU wiederum kann durch den Einsatz eines Scheduler eine faire Verteilung der vorhandenen Rechenzeit an alle laufenden Prozesse gewährleistet werden.

## Klassifikationsmöglichkeiten
Betriebsmittel können verschiedenartig klassifiziert werden:
Hardware- und SoftwarekomponentenZu den Softwarekomponenten zählen alle Programme und Daten. Hardwarekomponenten sind z. B. der Prozessor, Speicher, Bildschirm, Drucker …
Exklusive und gleichzeitige NutzbarkeitEin Betriebsmittel ist exklusiv nutzbar, wenn zu einer bestimmten Zeit nur ein Prozess darauf zugreifen kann. Zum Beispiel kann eine Datei, auf die schreibend zugegriffen wird, nur exklusiv von einem Prozess nutzbar sein. Im Gegensatz dazu kann eine Datei jedoch von mehreren Prozessen gleichzeitig gelesen werden.
Einmalige und mehrmalige BenutzbarkeitAnders als Betriebsmittel, die mehrfach verwendet werden können (z. B. der Prozessor), sind einmalig benutzbare Betriebsmittel nach dem Zugriff verbraucht (z. B. Druckerpapier).
Entziehbar und nicht-entziehbar (preemptible, non-preemptible)Entziehbare Betriebsmittel (z. B. Speicher) können dem Prozess, der sie gerade benötigt, entzogen und einem anderen Prozess zugeteilt werden. Nicht-entziehbare Betriebsmittel, wie z. B. der Drucker, müssen bis zur Beendigung der Tätigkeit beim Prozess bleiben.
Beim Programmieren speziell grenzt man mit „Ressource“ Dateien oder Teile von Dateien ab, die Hintergrundinformationen zum Programmablauf bietet.